# Sotoa confusa
Sotoa confusa – gatunek roślin z monotypowego rodzaju Sotoa z rodziny storczykowatych (Orchidaceae). Rośliny występują w Ameryce Północnej i Środkowej w Meksyku i w stanie Teksas w USA.

## Systematyka
Gatunek sklasyfikowany do podplemienia Spiranthinae w plemieniu Cranichideae, podrodzina storczykowe (Orchidoideae), rodzina storczykowate (Orchidaceae), rząd szparagowce (Asparagales) w obrębie roślin jednoliściennych.